# 쑹밍쭝
쑹밍쭝(중국어 정체자: 宋明宗, 병음: Sòng Míngzōng, 한자음: 송명종, 1967년 4월 2일 ~ )은 중화민국의 정치인이다. 2010년 신베이시 제2선거구의 시의원으로 당선된다.

## 학력
- 대만경찰전과학교

## 같이 보기
- 중국국민당